# Давид Клекер-Еренштраль
Давид Клекер-Еренштраль (нім. David Klöcker Ehrenstrahl; 23 вересня 1628, Гамбург — 23 жовтня 1698, Стокгольм) — шведський художник німецького походження.
Був запрошений до Швеції в Каролінську епоху в 1650-х роках, де він був успішний, в першу чергу, як художник портретів членів королівського дому і аристократії. Зведений у дворянське достоїнство під прізвищем Еренштраля.
Еренштраль створив особливу школу, яка мала деяке значення для розвитку шведського живопису кінця XVII в початку XVIII століття. Роботи самого Клеккера, як видно з його великої декоративної праці «Рада чеснот» у палаці Дроттнінгхольмі, відрізнялися властивою для німецького живопису того часу громіздкістю в розробці алегоричних сюжетів.
З його школи вийшов Давид фон Крафт (1685—1724), племінник Еренштраля, відомий своїми прекрасними портретами Карла XII.

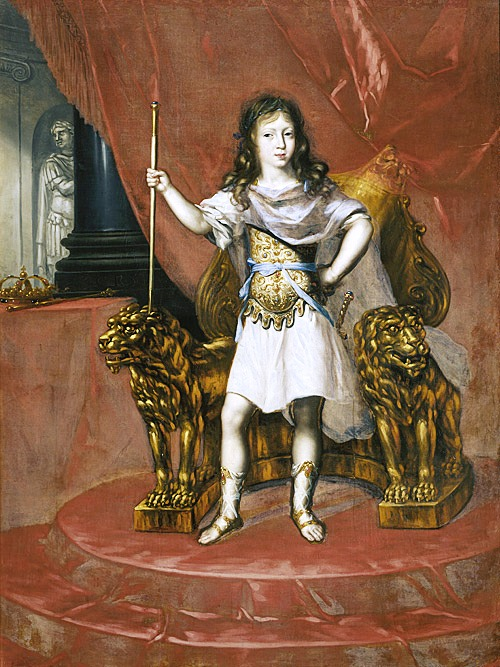
Карл XI у 5-річному віці
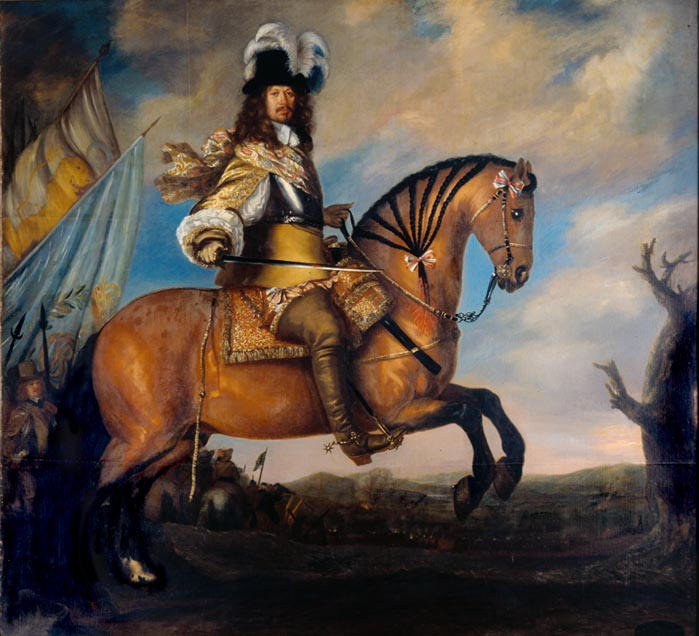
Карл-Густав Врангель
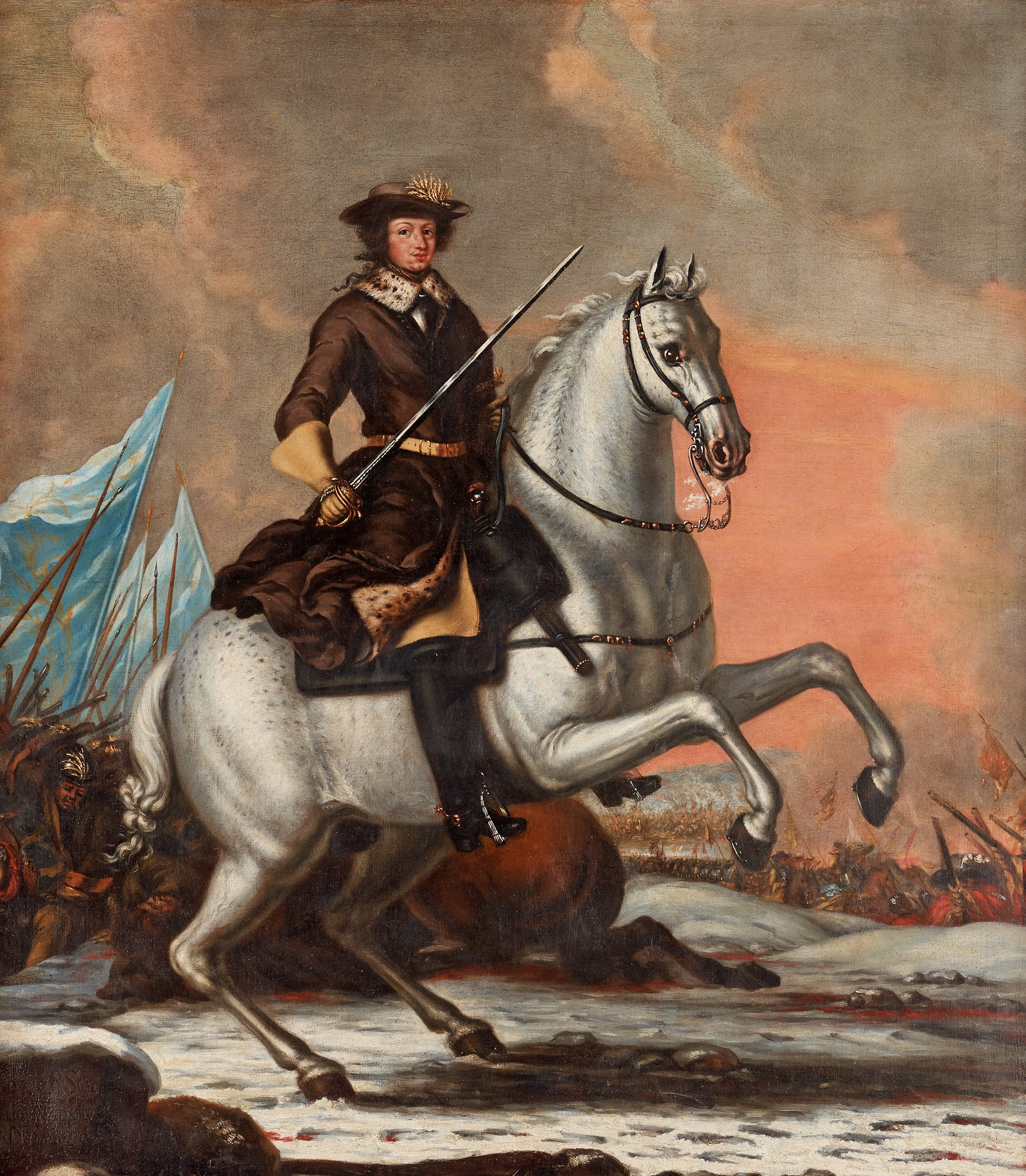
Карл XI
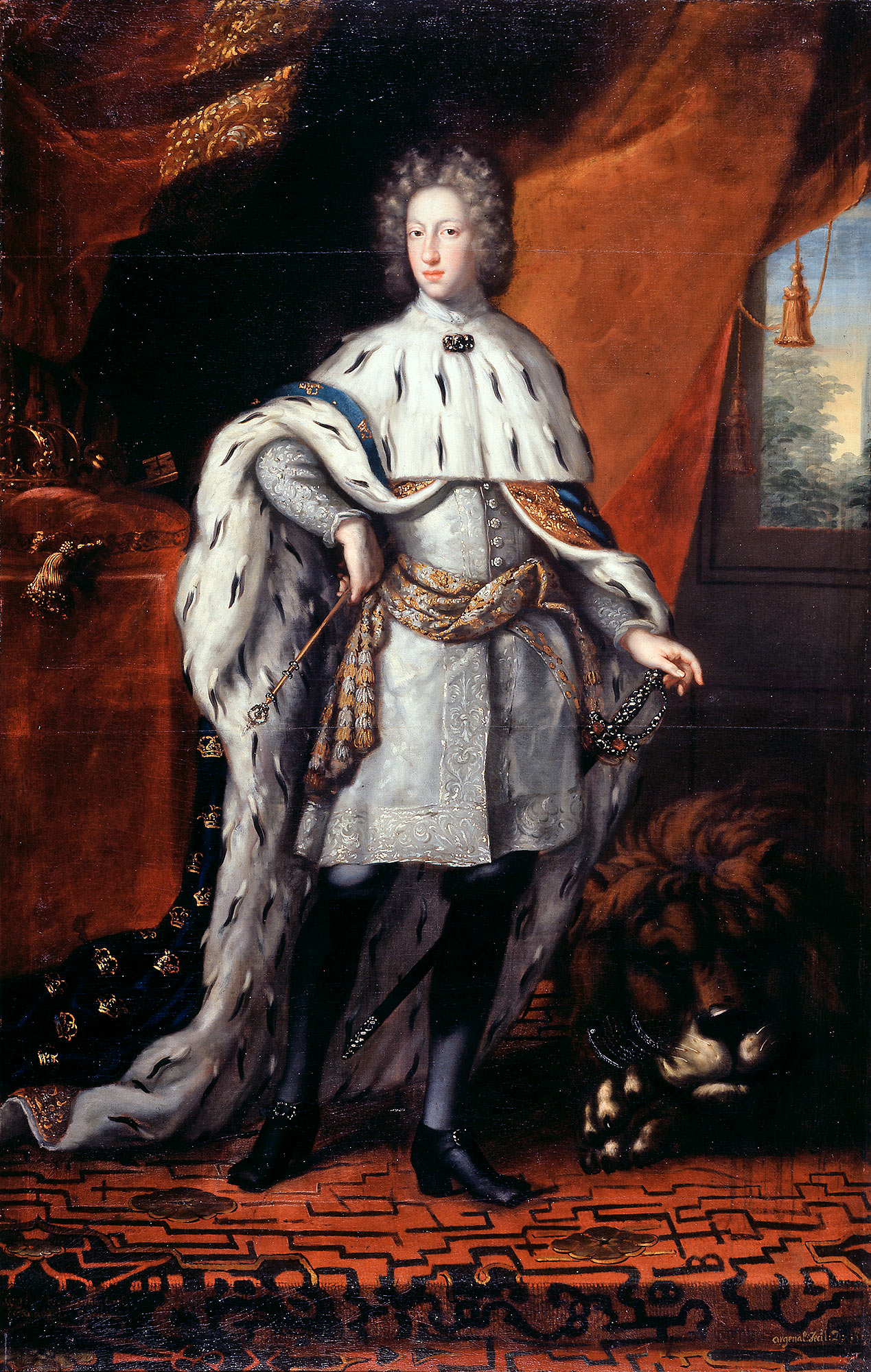
Карл XII